# Споменици и архитектура Београда
Београд је знаменит европски град који се налази на рту изнад ушћа реке Саве у Дунав. Београд је град који је током свог дугог постојања претрпео велики број сукоба и битака на својим бедемима, често рушен и поново грађен, један је од најстаријих градова Европе. Током своје дуге историје, Београд је настајао и мењао се заједно са својим градитељима и освајачима. Свако од њих оставио је неизбрисив траг на Београд који се може видети кроз уметност, културу или архитектуру.

## Београдска тврђава и Калемегдан
Историјски догађаји који су се одвијали око Београда, као и његов природни положај, Калемегдан издвајају као главни мотив Београда. Калемегдан се простире између Булевара војводе Бојовића, улица Тадеуша Кошћушка и Париске, од фабрике Беко до Пристаништа.

#### Победник
Рад вајара Ивана Мештровића који је постављен 7. и 8. октобра 1928. године у част десетогодишњице пробоја Солунског фронта. Скулптура је првобитно требало да буде део чесме на Теразијама, али због отпора јавности да се нага мушка фигура постави у центру града, она је постављена тек годину дана касније на месту на коме се и данас налази. Победник се налази на крајњем западном углу Горњег града Београдске тврђаве. Победник је данашњи симбол Београда.

#### Споменик деспоту Стефану Лазаревићу
Први српски владар који је Београд начинио својом престоницом био је деспот Стефан Лазаревић, син и наследник кнеза Лазара. Тврђаву коју је затекао у рушевинама одмах по преузимању града почео је да обнавља градећи бедем са већим бројем кула као и пристаниште на дунавској обали код данашње Небојшине куле.

#### Храм рођења Пресвете Богородице
Црква Ружица је добила име по народној песми Диоба Јакшића у којој се под тим именом помиње једна средњовековна црква на Београдској тврђави. Ова црква је у Првом светском рату јако оштећена и потпуно је реконструисана између два светска рата.
Испред улаза у цркву налазе се два српска ратника изливена у бронзи, где један представља средњовековног витеза, а други српског војника из Првог светског рата. Иконостас је насликао калуђер Рафаило Момчиловић. Зидне композиције из живота Богородице и портрете српских истакнутих људи као што су Александар и Петар Карађорђевић, насликао је руски сликар Андреј Биценко. Црква Ружица је најстарија црква у Београду.

#### Црква свете Петке
Зидање цркве почело је 1935. године, изнад извора за који се сматра да је чудотворан. Саграђена је 1937. године по пројекту архитекте Момира Коруновића. За време, српске деспотовине, по предању, овде се налазила црквица са моштима Свете Петке. У Србији је култ Свете Петке поштован још од 1398. године када је деспот Стефан Лазаревић мошти Светитељке пренео из Крушевца у Београд.

#### Уметнички павиљонЦвијета Зузорић
Уметнички павиљон Цвијета Зузорић подигнут је по идеји Бранислава Нушића. Као први наменски изложбени простор у Београду имао је значајну улогу у ликовном животу између два светска рата. У павиљону су организоване, поред редовних јесењих и пролећних изложби, и прве ретроспективе наших познатих уметника као што су Ђура Јакшић, Надежда Петровић и други.

## Стари Београд
Улицама Кнез Михаиловом, Париском, Кнеза Симе Марковића, Поп Лукином, Косанчићевим венцем, Краља Петра I, Вука Караџића, Обилићевим венцем, Змај Јовином, Студентским тргом, Узун Мирковом, Улицом краља Петра I, Рајићевом...шетамо се Старим Београдом.

#### Библиотека града Београда
Градска библиотека налази се у овој згради од 1987. године. Ова зграда је изграђена око 1867. године као најмодернији хотел у Београду, Српска круна. Посебно је занимљива римска дворана где су уклопљени остаци античких здања у савремено ткиво града.

#### Српска Патријаршија
Зграда Патријаршије се налази на месту некадашње старе Митрополије из 18. и 19. века. Подигнута је 1934—1935. године по пројектима архитекте Виктора Лукомског. Главна фасада Патријаршије украшена је грбом Српске патријаршије и мозаичном композицијом Светог Јована Крститеља. У згради се налази библиотека Патријаршије и Музеј Српске православне цркве који је основан 1854. године.

#### Саборни храм Светог арханђела Михаила - Саборна црква
Саборна црква изграђена је на месту старе цркве из 18. века по плановима Франца Јанкеа и А. Ф. Кверфелда у периоду од 1837. до 1840. године. Иконостас је израдио Димитрије Петровић, а композиције на зидним сводовима Димитрије Аврамовић. У цркви се налазе мошти цара Уроша као и Милана, Милоша и Михаила Обреновића.

#### Конак кнегиње Љубице
Конак кнегиње Љубице саграђен је између 1829. и 1830. године по идеји и под надзором Хаџи-Николе Здравковића и представља пример најрепрезентативније грађанске архитектуре прве половине 19. века. Данас у овом конаку Музеј града Београда излаже стилски намештај, предмете примењене уметности и портрете историјских личности 19. века. Конак је био званична кнежева резиденција. Међутим, опрезни кнез Милош ретко је боравио у овој згради. Кнез је више боравио у Топчидеру, а кнегиња Љубица са синовима Миланом и Михаилом се уселила у конак.

#### Народна библиотека
Народна библиотека налазила се на Косанчићевом венцу и уништена је приликом бомбардовања Београда 6. априла 1941. године. Тада је неповратно уништено око 300000 штампаних и 1500 средњовековних рукописних књига, богате збирке докумената, мапа, слика, као и личне библиотеке Вука Караџића, Ђуре Даничића и других.

#### Библиотека и Музеј града Београда
Библиотека и Музеј града Београда као јединствена установа основани су 1929. године. У зграду у Змај Јовиној улици уселили су се 1935. године. пошто ју је Београдска општина откупила од породице Вучо. Ова зграда постаје сувише тесна за све збирке па се као посебне организације издвајају Библиотека, Музеј и Историјски архив града Београда. Музеј града Београда истражује и приказује целокупну историјску прошлост Београда. Музеј у свом саставу има низ мањих музеја меморијалног карактера.

#### Зграда Српске академије наука и уметности
Ова зграда саграђена је на земљишту које је поклонио кнез Михаило Обреновић у периоду од 1923. до 1924. године по пројектима архитеката Драгутина Ђорђевића и Андре Стевановића. На врху зграде доминира скулптура грчке богиње победе и успеха, Нике. Лево и десно од богиње победе Нике налазе се две фигуре жена са децом које симболизују будућност. У оквиру ове репрезентативне грађевине, поред неколико одељења делују и три установе од посебног значаја: Архив САНУ, Библиотека САНУ и Галерија САНУ.

#### Капетан Мишино здање
Најбогатији Србин свога времена (у једном тренутку је његова имовина била скоро осам пута већа од укупног буџета Кнежевине Србије) Дунавски капетан Миша Анастасијевић градио је ово здање као будући двор за своју ћерку и зета Ђорђа, братанца Александра Карађорђевића. Ова зграда изграђена је 1863. године у стилу романтизма као репрезентативна, монументална палата, по плану архитекте Јана Неволе. У посебно обликованим нишама постављене су фигуре Минерве и Аполона.

#### Коларац
Задужбина Илије Милосављевића Коларца одржава висок ниво предавачке и издавачке делатности од свог оснивања до данас. Популарни Коларац познат је по центру за наставу страних језика и Центру за музику. Посебно је позната Концертна сала по акустичности, и данас најбоља у Београду. Ова зграда подигнута је 1924. године по пројектима музички образованог архитекте Петра Бајаловића. Средства за изградњу овог здања су из заоставштине Илије Милосављевића Коларца, трговца и народног добротвора, који је цело своје имање наменио подизању Српског универзитета.

## Дорћол и београдски рт

#### Зграда Реалке
Ова зграда саграђена је првенствено као дом Цветка Рајовића, управитеља београдске вароши, у периоду од 1837. до 1838. године по плановима Франца Јанкеа. Ова зграда је више пута мењала намену, а данас се у њој налази Педагошки музеј који је основан 1896. године и један је од три најстарија музеја у Србији. У музеју је стална поставка Десет векова српске школе и обухвата период од 9. века до 1914. године.

#### Етнографски музеј
Етнографски музеј садржи предмете и документарну грађу о народној култури Србије, као и бивших југословенских република.

#### Доситејев лицеј - (Вуков и Доситејев музеј)
У овом објекту је била смештена прва просветна установа у Србији Велика школа, а њен оснивач је био Доситеј Обрадовић. Ова грађевина је једна од најстаријих стамбених објеката у Београду. Изграђена је крајем 18. века. Сада је у овом објекту смештен музеју у коме се налазе претежно материјали из Вукове заоставштине, док су после пропасти Првог српског устанка личне ствари као и материјали о Доситеју готово у потпуности разнесени.

## Трг Републике и Скадарлија

#### Народно позориште
Ово позориште је саграђено одлуком кнеза Михаила Обреновића и темељ Народног позоришта је поставњен 19. августа 1868. године. Прва представа Посмртна слава кнеза Михаила Обреновића, од Ђорђа Малетића била је изведена 30. октобра 1869. године. Сала је имала 714 седишта и била је осветљена гасним осветљењем, до тада непознатим у Београду. 

#### Споменик кнезу Михаилу
Споменик кнезу Михаилу је бронзана фигура висока 11 а дуга 8 метара. Са стране на постољу је приказана предаја кључева Београдске тврђаве кнезу Михаилу. Десна рука кнеза Михаила је управљена према Призрену. Рељефне сцене из српске историје и имена градова задобијених од Турака за време владавине кнеза Михаила налазе се на постаменту. За овај споменик је везана једна легенда која се и данас прича. Легенда каже да је један шегрт приликом откривања споменика узвикнуо: "А где му је капа? Јаше на коњу гологлав!" Због ове примедбе, кажу да је Паци извршио самоубиство. Међутим, истина је да је Паци отишао у родну Фиренцу, одакле је послао једно дирљиво писмо са овим детаљем: "Ганутим срцем полазим из ове мале вароши, из овог красног средишта младе али витешке краљевине, посестриме моје отаџбине. Талијан сам душом и осећањем а срцем одушевљени Србин". 

#### Народни музеј
Народни музеј је најстарија музејска установа у Србији. Збирке музеја чувају преко 400 000 археолошких и историјско-уметничких предмета. Поред осталог, Народни музеј чува и Мирослављево јеванђеље из 12. века , највреднији споменик српске културе , који је и званично добио епитет најлепшег ћириличног рукописа на свету и налази се под заштитом УНЕСКО програма Памћење света.

#### Споменик Бранислав Нушић
Бронзана статуа комедиографа, приповедача, путописца, дипломате и новинара, у стојећем ставу, са полуцилиндром на глави и штапом у левој руци, висока је 280 центиметара.

#### Кућа Николе Пашића
Године 1893. ову кућу је купио политичар и државник Никола Пашић и у њој је живео до смрти 1926. године. Данашњи изглед кућа је добила 1921. године. Значај ове куће је пре свега што је била дом знамените личности али је истовремено и документ начина живљења богате грађанске породице.

#### Чукур чесма
Чукур чесма је спомен на догађаје од 3. јуна 1862. године када су на овом месту избили сукоби између српских шегрта и турских војника око точења воде. Том приликом је тешко рањен српски дечак, шегрт Сава, што је довело до конфликта ширих размера, па и бомбардовања Београда од стране Турака са Београдске тврђаве.

#### Храм Светог Александра Невског
За време боравка руског добровољачког корпуса 1876. године генерала Черњајева јавила се прва идеја о изградњи цркве на Дорћолу. Покретна војничка капела посвећена руском свецу Александру Невском је тада донесена у Београд. По завршетку Српско-турских ратова целокупна опрема капеле поклоњена је Београду и на том месту 1929. године подигнута је данашња црква.

#### Кућа Ђуре Јакшића
Кућа Ђуре Јакшића, књижевника и сликара налази се у Скадарској улици. Споменик Ђури Јакшићу је седећа фигура од бронзе испред његове куће. Рад је вајара Јована Солдатовића и постављен је 1990. године.